# Thelypteris hildae
Thelypteris hildae är en kärrbräkenväxtart som beskrevs av George Richardson Proctor. Thelypteris hildae ingår i släktet Thelypteris och familjen Thelypteridaceae. Inga underarter finns listade.